# Theodor Liebisch
Theodor Liebisch (Breslavia, 29 aprile 1852 – Berlino, 9 febbraio 1922) è stato un cristallografo tedesco.

## Biografia
Nel 1874 ha conseguito il dottorato presso l'Università di Breslavia, poi ha lavorato come assistente di Gerhard von Rath presso l'Università di Bonn. Dopo diversi anni trascorsi come curatore al museo mineralogico dell'Università di Berlino, è diventato professore di mineralogia a Breslavia (1880). In seguito ha lavorato come professore ordinario di mineralogia presso le università di Greifswald (1883-1884), Königsberg (dal 1884), Göttingen (1887-1909) e Berlino (1909-1922). È stato redattore del periodico "Jahrbuch für Mineralogie, Geologie und Paläontologie".

## Opere principali
- Geometrische krystallographie, 1881
- Physikalische krystallographie, 1891
- Grundriss der physikalischen Krystallographie, 1896
- Die synthese der mineralien und gesteine, 1901[3]